# Frank Satenstein
Frank Satenstein est un réalisateur et producteur américain né le 7 octobre 1924 à New York, New York (États-Unis), décédé le 30 septembre 1984 à New York (New York).

## Filmographie

### comme réalisateur
- 1950 : The Ken Murray Show (série TV)
- 1952 : I've Got a Secret (série TV)
- 1952 : The Jackie Gleason Show (série TV)

### comme producteur
- 1948 : Open Secret
- 1948 : Close-Up (en)
- 1950 : By Popular Demand (série TV)